# 卡達達河
卡達達河是俄羅斯的河流，屬於蘇拉河的左支流，由烏里揚諾夫斯克州和奔薩州負責管轄，河道全長150公里，流域面積約3,620平方公里，發源自烏里揚諾夫斯克州的巴甫洛夫卡區。